# 卒業

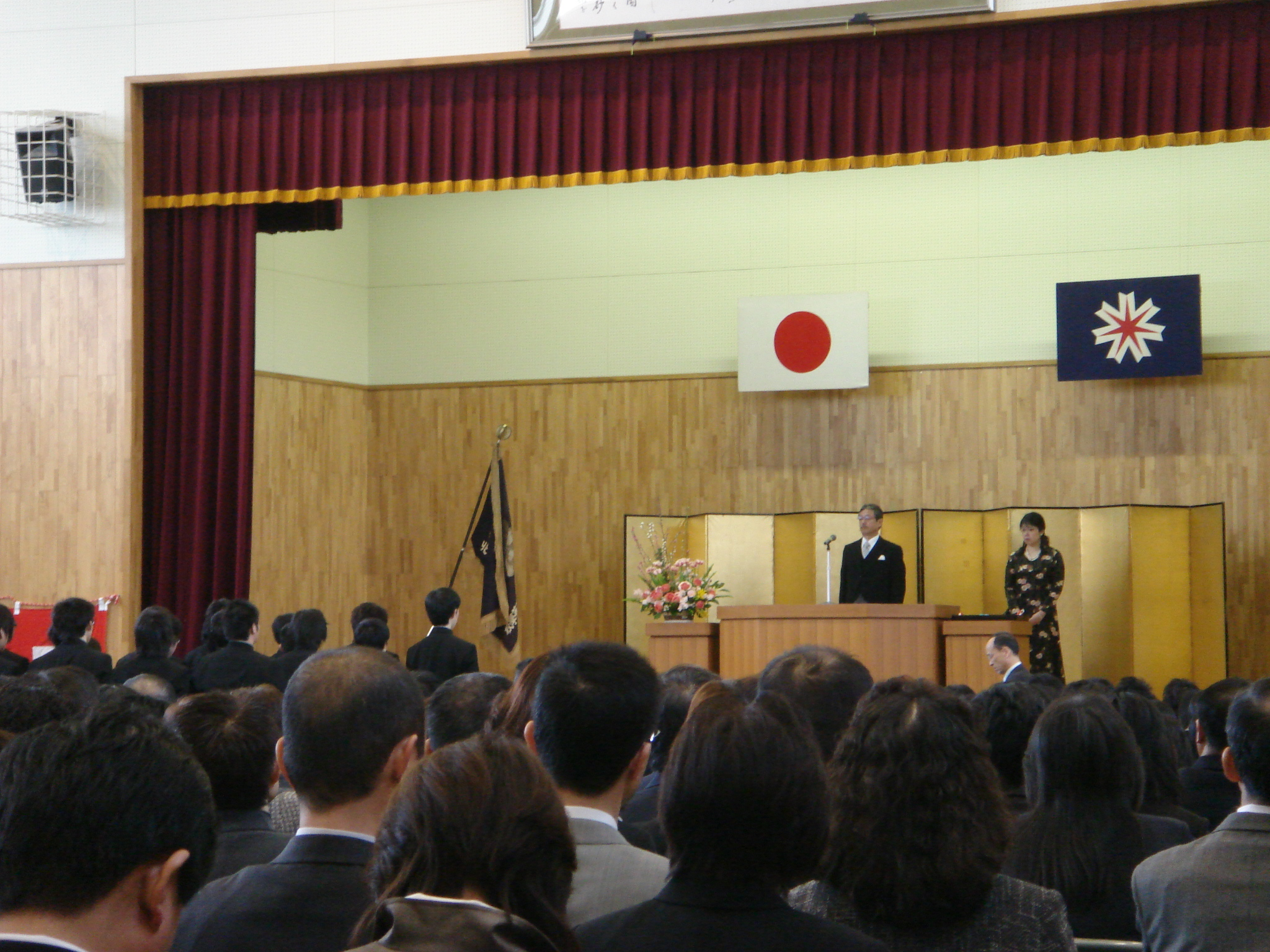
日本の卒業式（北海道室蘭市）
2006年3月

卒業（そつぎょう）は、学校の規定の全課程を修了すること。なかには全課程を修了していなくても卒業を授与する大学も一部ある（⇒ #特別卒業を参照）。保育園・幼稚園については、卒園（そつえん）ということが多い。対義語は入学である。また、卒業した者を卒業生（既卒者）といい、卒業、修了した学校を母校、出身校などという。

## 概要
学校を卒業することは、上級学校への入学や就職の条件になっていたり、資格を得るために必要な事がある。なお、卒業という語が用いられるのは、学校の主要課程である本科に対してのみである。
また、卒業の他に「修了」という用語があるが、修了は全ての課程において使用される語である。学校を、修了せずに去ることは、「卒業」ではなく、理由に応じて「退学（中途退学）」や「除籍」と呼ばれる。一方、旧制中学校4年修了後に上級学校に進学した場合のように、「卒業」と同等の扱いを受けることもあった。
卒業を記念して行われる行事として、卒業式がある。
卒業は、それまで生活をともにしてきた友人達との別れを意味することが多いため、悲しみとともに語られることが多い。一方で、新たなる生活のための節目としての意味合いもある（卒業に際しての心理などは、「卒業式」も参照のこと）。
学校により、卒業をすると共に学士・修士・博士・専門職学位・短期大学士・準学士・専門士・高度専門士など、法令で規定されている学位または称号が授与される。大学の学部〔学部以外の教育研究上の基本となる組織を含む〕を卒業すると学士の学位、短期大学を卒業すると短期大学士の学位が授与される。大学の大学院を修了すると課程と条件に応じて、修士の学位、博士の学位、専門職学位が授与される。高等専門学校を卒業すると、準学士の称号が付与される。専修学校の専門課程（専門学校）のうち一定の要件を満たす課程を卒業すると専門士または高度専門士の称号が付与される（卒業で与えられる、学位と称号に関しての詳細は「学位」もしくは、それぞれのページを参照のこと）。
卒業を条件とする資格としては、医師国家試験、司法試験、教育職員免許状などが有名である。これらのように、国家資格や資格試験においては、既定の学校・学部の卒業や、卒業した後の実務経験を受験の前提条件としたり、卒業した者は試験科目の一部を免除することが行われている（ただし、これらには、卒業以外の条件も設けられることが多い。）。

## 特別卒業
中途退学した学生でも、各校の規定により卒業を後から認定することがある。
明治大学は2004年9月7日に北野武に、2008年7月に阿木燿子に、特別卒業認定証を授与した。
日本体育大学では「3年以上の在籍で100単位以上を取得済みの退学者についてはその後の社会的な活躍や貢献によって特別卒業認定証を授与する」という規約の適用を教授会が認めれば卒業となり、千葉真一は器械体操部に所属しオリンピック出場を目指すが、怪我により断念し自主退学したものの、2013年3月10日に特別卒業認定証第1号として卒業を授与した。2014年3月10日には本田大三郎と松木安太郎が同認定で卒業した。
明治学院大学は2014年3月、THE ALFEEのメンバーである坂崎幸之助、桜井賢、高見沢俊彦に特別卒業認定証を授与した。
また、在学中に死亡した児童に対し、特別に卒業が認められる場合もある。附属池田小事件では、当事件で死亡した8名の児童に対して、特別に卒業扱いとされた。
一方で、高等学校（以下、高校）からの大学への飛び入学のように、学校教育法の制約から、大学入学後の学修実績で高校の卒業を追認できないために、大学への飛び入学者が高校卒業の学歴を得られない問題がある。

## 名誉学位
アメリカ合衆国ではハーバード大学を中退したビル・ゲイツに、企業家としての業績を認めて名誉学位を授与した。
常磐大学は2007年に久保田智之（プロ野球選手、元・阪神）を卒業生に準じる「名誉修了生」として扱うことにした。正式な卒業ではないため大卒（学士）の資格は得ていない。

## 形式卒業
義務教育学校である小中学校の卒業も職員会議の議決を経て、校長が認定することになっているが、ひきこもり等で、小中学校に一日も通っておらずに出席日数未達にもかかわらず、小中学校を卒業させるケースがあり、形式卒業と呼ばれる。
なお、2003年3月に埼玉県川口市の公立小学校では不登校の6年生児童2人について、校長が「責任を持って卒業させられない」として卒業認定を留保し、春休みに校長室などで6日間の補習を受けさせ、テストでまずまずの成績だったことを受けて3月31日に卒業を認めた例があった。この措置を行った校長は「小学校終了の力があるかどうか分からないのに、中学校に丸投げするのは無責任と問題提起したい。できれば一緒に卒業させたかったが、補習に来なければ卒業させない選択肢もあった」と取材に応えており、成績不良児童の留年や卒業保留を示唆していた。
出席日数未達による形式卒業でも、一旦小中学校を卒業した扱いになると学籍を離れるため、所定の学齢を越えて学習への意欲が生じた時、個人の学習能力に相応した学校の授業を受けることが困難という問題が生じる。

## モチーフにした作品

### 映画
- 卒業 (1967年の映画)（1967年、アメリカ）
- 卒業 (2003年の映画)（2003年、東宝）

### テレビドラマ
- 卒業-GRADUATION- (テレビドラマ)  （1985年、日本テレビ系） - 菊池桃子の同名のシングルがモチーフ。
- セーラー服露天風呂 卒業旅行（1987年、フジテレビ系）
- 卒業 (テレビドラマ)（1990年、TBS系）
- 白線流し（1996年、フジテレビ系）
- いい日旅立ち〜4つの卒業〜（1996年、日本テレビ系）
- 卒うた（2010年、フジテレビ系）
- 桜からの手紙 〜AKB48 それぞれの卒業物語〜（2011年、日本テレビ系）
- さよならぼくたちのようちえん (テレビドラマ)（2011年、日本テレビ系）
- So long ! (テレビドラマ)（2013年、日本テレビ系）

### 文学
- The Graduate（1963年、著：Charles Webb） - 上記、『卒業 (1967年の映画)』の原作。

### 音楽
シングルの場合、卒業式を目前に控えた1月から3月にリリースされることがほとんどである。歌詞の内容は主に学校生活を共に過ごした友と別れる悲しみ、また培った友情が永遠であること、卒業していく先輩（男子生徒）を想い慕う後輩（女子生徒）の気持ちなどを卒業していく情景に重ねていくというもので、直接的に学校の卒業を指していないことが多い。
歌の題材となる卒業は主に高校もしくは中学校に関するものだが、1970年代には大学のものも多く歌われた。

### ゲーム
全て関連作品。詳細については「卒業」を、個別の詳細については各項目をそれぞれ参照。
- 卒業 〜Graduation〜（移植版には「卒業S」「卒業FINAL」など、状況に応じてタイトルがアレンジされている）
- 卒業II 〜Neo Generation〜
- 卒業III 〜Wedding Bell〜
- 卒業クロスワールド
- 卒業Vacation
- 卒業 〜Next Graduation〜
  - 卒業 〜2nd Generation〜
- 卒業M
- 卒業番外篇 ねぇ麻雀しよ!
- 卒業R〜Graduation Real

## 比喩
学校を去る意味から転じて「卒業」を比喩的に使用し、何かから足を洗うこと（例：「煙草を卒業する」「不良を卒業する」）、欠点を克服すること（例：「おねしょを卒業する」）、学校以外の組織から去ること（例：「アイドルグループのメンバーが個人活動のためグループを卒業する」（全員同時卒業の場合は〝解散”または〝活動完了（終了）”となる）、「町内会の青年部を卒業し壮年（婦人）部に上がる」「カブスカウトからボーイスカウトに、ボーイスカウトからローバースカウトに上がる」等）を表現することもある。国際開発協会（IDA）や政府開発援助（ODA）では、経済状況の好転などにより援助対象から外れた国を「卒業国」と呼んでいる。
なお、一部では「卒業」を、解雇や降板や配置転換の言い換えとして使用していると思われる例もある（例：「アイドルが1年もしないうちにグループを卒業して芸能界を去った」「○○さんは本日を持ちまして当番組を卒業します」）。
近年、芸能人やアナウンサー・キャスターらが自分の出演していた番組を降板したり、所属しているグループなどからの脱退、更には芸能界からも引退することを「卒業」と表現することが増えたが、上述のように不祥事やトラブルといった事実上の解雇によって降板・脱退する場合も一括して「卒業」と表現するため、この言葉の遣い廻しを嫌う者も少なくない。ニュースカフェの行なった取材結果によると、一般人の約70%が「卒業」という表現を否定的に感じているという。ちなみに、脱退・降板を「卒業」という表現に置き換えて使用し始めた走りはおニャン子クラブであるとする意見があるが、特に普及して一般化したきっかけとなったのは2000年代以降に組織された大人数型アイドルグループ、AKB48である。理由として、ライブ活動時に女子中高生の学生服を模した服を着てグループを1つの学校、あるいは学校の中の一クラスという形に擬えており、そこから抜けて個人活動に進出することを「卒業」という形に引っ掛けたことによる。